# Hiliota violàcia
La hiliota violàcia (Hyliota violacea) és una espècie d'ocell de la família dels hiliòtids (Hyliotidae) que habita la selva de l'Àfrica central i Occidental.